# Комуністична партія Канади
Комуністи́чна па́ртія Кана́ди (англ. Communist Party of Canada; фр. Parti communiste du Canada) — одна з найстаріших, проте маловідома й маргінальна політична партія Канади. Хоч інколи бере участь у виборах, не представлена у жодному виборному органі країни: завжди отримує менш ніж 1 % голосів виборців.
У 1940-1950-х роках партія була відома як Прогресивна трудова партія.
Єдиний кандидат від партії Фред Роуз (Фішель Розенберг) обирався до Парламенту Канади ще у 1945 році й був виключений через те, що виявився радянським шпигуном.